# 安琪TV
安琪TV（英語：Angel TV），是印度的一家基督教电视台，由“三位一体公共电视有限公司”（Trinity Television）创立，通过卫星电视、有线电视及网络播出。

## 概要
安琪TV于2000年开播，使用英语、泰米尔语、泰卢固语、印地语、汉语、日语、俄语等多种语言，每天24小时播出。节目内容以宣扬基督教教义为主，包括谈话节目、戏剧、电影、家庭课题、圣经教导、音乐短片以及儿童节目。节目主要透过印度的100多个有线电视运营商转播，同时透过卫星向亚太、中东、非洲、美国与欧洲播放节目。其宣传口号为“这儿总有新事！”（There is always something NEW!）。